# 정성환 (배구 선수)
정성환(1996년 2월 23일 ~ )는 대한민국의 남자 배구 선수이며, 안산 OK저축은행 러시앤캐시의 선수이다. 2019-2020 신인 드래프트에서 전체 2라운드 5순위로 안산 OK저축은행 러시앤캐시에 입단하였다.

## 경기대학교시절
팀의 주전센터이자 주장으로 맹활약하였다.

## 안산 OK저축은행 러시앤캐시시절
안산 OK저축은행 러시앤캐시에 2라운드 5순위로 지명되었다.